# Guerre de Gaza de 2012
Pour les articles homonymes, voir Guerre de Gaza.
Conflit israélo-arabe
Batailles
- Émeutes de Jérusalem (1920)
- Émeutes de Jaffa (1921)
- Massacre d'Hébron (1929)
- Grande Révolte arabe (1936-1939)
- Guerre civile (1947-1948)

- Guerre israélo-arabe de 1948
- Guerre israélo-arabe (1948-1949)
- Guerre des Six Jours (1967)
- Opération Colère de Dieu (1972-1992)

- Crise du canal de Suez (1956-1957)
- Guerre d'usure (1967-1970)
- Guerre du Kippour (1973)
- Attaque contre un poste-frontière (2012)

- Première guerre du Liban (1975-1990)
- Opération Litani (1978)
- Intervention israélienne au Liban (1982)
- Opération Raisins de la Colère (1996)
- Deuxième guerre du Liban (2006)

- Première intifada (1987-1993)
- Seconde intifada (2000-2005)
- Opération Arc-en-ciel (2004)
- Opération Jours de pénitence (2004)
- Opération Pluies d'été (2006)
- Blocus de la bande de Gaza (2007)
- Guerre de Gaza (2008-2009)
- Abordage de la flottille pour Gaza (2010)
- Confrontation israélo-palestinienne (2011)
- Guerre de Gaza (2012)
- Guerre de Gaza (2014)
- Regain de violence (2015-2017)
- Marche du retour (2018-2019)
- Crise israélo-palestinienne (2021)
- Guerre à Gaza (2023)

- Massacre de Munich (1972)
- Massacre de Sabra et Chatila (1982)

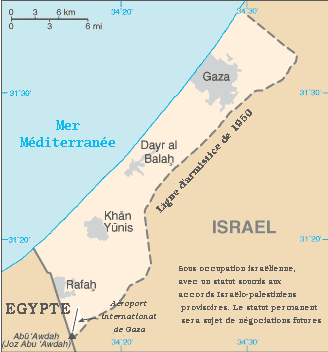
Carte de la bande de Gaza.

La guerre de Gaza de 2012 (également connue en tant qu'opération Pilier de défense, « Colonne de nuée » ou « Colonne de nuages », en hébreu עמוד ענן, ʿAmúd ʿAnán) est une offensive militaire menée par l'armée israélienne dans la bande de Gaza du 14 au 21 novembre 2012.
Ces hostilités s'inscrivent dans le contexte des confrontations entre Israël et la bande de Gaza depuis le début de l'année 2012. L'armée israélienne a effectué une série d'assassinats ciblés visant des dirigeants et militants palestiniens, auxquels les Palestiniens ont répondu par des tirs de roquette en direction du territoire israélien.
L'opération « Pilier de défense » cause la mort de 177 personnes dans la bande de Gaza en une semaine, dont au moins 26 enfants, et fait plus de 1 200 blessés. Côté israélien, deux soldats et quatre civils sont morts. Les destructions causés par les bombardements israéliens sur la bande de Gaza sont estimées à 1,2 milliard de dollars. Le siège du gouvernement à Gaza a été rasé, 200 maisons ont été complètement détruites et 8 000 endommagées.

## Contexte

### Sécuritaire
Entre le début de la seconde Intifada en octobre 2000 et juin 2012, près de 2 300 Palestiniens ont été tués, dont plus d'un quart de femmes et d'enfants, et 7 700 blessés par les forces israéliennes.
Durant la même période, les roquettes tirées par les groupes armés palestiniens ont fait 37 morts et 380 blessés (dont 40 % de civils).
De janvier 2012 à octobre 2012, plus de 800 roquettes et obus de mortiers ont été tirés sur Israël depuis la bande de Gaza lors de la série de confrontations entre Tsahal, le Hamas et des mouvements palestiniens de la bande de Gaza,. En mai 2012, le gouvernement du Hamas annonce avoir créé une section de 300 personnes spécialisées dans « la recherche et le démantèlement des réseaux utilisant des roquettes visant Israël », mais prévient qu'en cas d'attaque d'Israël, « il arrêtera ses opérations ». 244 roquettes sont tirées de mai à septembre 2012, 116 roquettes et 55 obus de mortier atteignent le territoire israélien en octobre.

#### Mars
Le 9 mars 2012, l'armée israélienne effectue un raid contre Zouhair al-Qaissi, secrétaire général des Comités de résistance populaire (CRP), faisant deux morts et quatre blessés. Quelques heures plus tard, plus de cent roquettes et obus de mortier sont lancées vers Israël, blessant quatre civils dont un grièvement. L'aviation israélienne bombarde un centre d'entraînement des Brigades Izz al-Din al-Qassam, une maison voisine est détruite durant ce raid, tuant un père de famille et son fils de 12 ans.
Le 10 mars, les violences atteignent une intensité qui n'avait pas été atteinte depuis la guerre de Gaza de 2008-2009. Des militants palestiniens du CRP et du Jihad islamique tirent plus de quatre-vingt-quinze roquettes sur le sud d’Israël, blessant un ouvrier agricole thaïlandais. L'aviation israélienne bombarde des centres de fabrication d'armes et des tirs qui tuent quinze militants dont sept membres des Brigades Al-Qods et font au moins une vingtaine de blessés dont un journaliste palestinien. Trois Palestiniens qui participaient à une procession funéraire de combattants tués sont blessés par des tirs israéliens près de la frontière israélienne, selon des sources médicales.
Le 13 mars 2012, une trêve est annoncée entre Israël et les groupes armés palestiniens de Gaza. Le bilan de cette confrontation est de vingt-cinq Palestiniens tués, dont quatorze militants des Brigades Al-Qods et quatre membres des Comités de Résistance Populaire (CRP), ainsi que plus de 80 blessés palestiniens et cinq blessés israéliens.
Les batteries antimissiles Iron Dome qui ont été déployées autour des villes de Beersheva, Ashdod et Ashkelon se trouvant dans un rayon de 40 kilomètres de Gaza ont intercepté 56 roquettes menaçant directement ces villes pour un taux de réussite proche de 90 %.
Le 14 mars 2012, malgré la trêve décrétée, une roquette tirée de Gaza s'est abattue dans une zone inhabitée près de Netivot. Peu après, une roquette Grad a été détruite en vol par une batterie Iron Dome près  de Beersheva. L'aviation israélienne a frappé des objectifs dans le sud de la bande de Gaza sans faire de victimes. Les autorités israéliennes ont fermé de nouveau les établissements scolaires d'Ashdod, d'Ashkelon et de Beersheva, en raison de ces tirs.

#### Avril à juin
Les 17 et 18 juin 2012, quatre membres du mouvement Jihad islamique ont été tués dans des raids aériens israéliens dans le nord de la bande de Gaza, près de la frontière avec Israël en représailles à leur implication selon l’armée israélienne dans des tirs de roquettes et de « récents tirs de fusil de précision ». Auparavant, deux hommes venus du Sinaï en Égypte s'étaient attaqué à un convoi transportant des Israéliens tuant l'un d'eux, un arabe israélien, avant d’être abattus. Ces raids furent suivis par le tir de 10 roquettes vers Israël revendiqués par le Hamas. Le 19, quarante-cinq roquettes sont de nouveau tirées, selon la police israélienne et un porte-parole des Brigades Izz al-Din al-Qassam. Quatre gardes-frontières ont été blessés dont un grièvement par une de ces roquettes. L'aviation israélienne a mené sept raids contre « des objectifs terroristes ». Le 20 juin, l'armée israélienne a tué un militant palestinien et blesse son compagnon alors qu'ils circulaient à moto dans la région de Rafah près de la frontière avec le Sinaï égyptien. Selon les Israéliens, le Palestinien tué était impliqué dans l'attaque menée le 18 le long de la frontière avec l’Égypte. Seize nouvelles roquettes ont été tirées sans faire de victimes selon l'armée israélienne. Le 20, alors que huit Palestiniens ont été tués dans des raids israéliens et qu'une centaine de roquettes et de missiles se sont abattus en Israël, le Hamas annonce accepter une trêve « à condition qu'elle soit réciproque » à la suite d'une médiation égyptienne. Le 21, malgré l'annonce de la trêve, huit roquettes ont été tirées. elles n'ont pas fait de victimes. Le 23, à la suite de la reprise des tirs de roquettes sur le sud d’Israël qui ont fait un blessé, des raids de l'aviation israélienne ont tué 4 militants et plus de vingt personnes, dont des civils, ont été blessés dans la bande de Gaza. Des bâtiments du Hamas ont été endommagés. Le 24, Benjamin Netanyahu a menacé d’agir « encore plus fermement » si le Hamas ne respectait pas la trêve qu'il avait annoncée. Un porte-parole  de Tsahal a indiqué que vingt-huit roquettes avaient atteint le territoire israélien et que dix autres avaient été interceptées par le système de défense anti-missile Iron Dome. Le Hamas s’est dit prêt à respecter la trêve avec Israël, « sous réserve de réciprocité ».
Depuis le début de cette confrontation les raids israéliens sur la bande de Gaza ont tué quinze Palestiniens et fait plusieurs dizaines de blessés, majoritairement des militants. Pendant cette période, cent cinquante-deux roquettes et mortiers ont été tirés sur Israël, faisant cinq blessés dont quatre gardes-frontières.

#### Juillet et août
Le 29 août 2012, l'aviation israélienne a mené trois raids contre des camps d'entraînement du Hamas dans la bande de Gaza « en réponse aux tirs continus de roquettes visant le sud d'Israël » selon l’armée israélienne, quatre d'entre elles avaient été tirées vers la ville de Sdérot dont trois endommageant deux usines. Un groupe salafiste à Gaza revendiqué le tir de trois de ces roquettes. Le 31, deux roquettes sont de nouveau tirées, l'une d'elles s'est abattue sur une maison de Sdérot, sans faire de blessé. La veille, un autre tir avait aussi été revendiqué par un groupe salafiste. Le 5 septembre, un avion de Tsahal tire deux missiles sur une voiture dans laquelle se trouvait selon un porte-parole de l’armée israélienne « un groupe terroriste qui avait été impliqué dans les tirs précédents et s’apprêtant à tirer une nouvelle salve de roquettes ». Selon des sources à Gaza, trois des occupants du véhicule ont été tués, un autre grièvement blessé

#### Novembre
Du 4 au 9 novembre, plusieurs tirs de roquettes ont lieu sans faire de victimes ni de dégâts,. Le 5 novembre, un Palestinien qui s'approchait de la clôture de la frontière entre Gaza et Israël est tué par les forces israéliennes.
Le 6 novembre, une patrouille israélienne est attaquée en bordure de la frontière ; trois soldats sont blessés. Le 8 novembre, incursion militaire israélienne à Gaza, au cours de laquelle un garçon palestinien de 13 ans est tué. Le 9 novembre, un tunnel creusé sous la frontière contenant une grande quantité d'explosifs explose à proximité de soldats israéliens sans les atteindre. Des explosifs de grande puissance sont ensuite découverts et neutralisés par une unité de génie israélienne du côté gazaoui de la clôture. Le 10 novembre, un missile antichar est tiré contre une jeep de Tsahal en patrouille de routine du côté israélien de la frontière, blessant quatre soldats. Les tirs de riposte israéliens tombent sur un terrain de jeu situé à 1,5 km de la frontière et tuent 2 enfants. Les tirs suivants tuent 2 autres civils palestiniens et en blessent 38 parmi ceux qui sont accourus pour porter secours. Le 11 novembre, plus de 100 roquettes s’abattent sur le sud d'Israël, certaines frappant des maisons israéliennes des agglomérations proches de la frontière avec Gaza. 6 civils sont blessés par ces tirs. Les écoles sont fermées dans un rayon de 40 km. La défense passive israélienne enjoint à plus d'un million d'Israéliens du sud du pays de rester à proximité d'abris. Un militant du Djihad islamique est tué par un raid aérien israélien. Un site de fabrication d'armes, deux dépôts de munitions et deux rampes de roquettes sont détruits durant cette frappe selon l’armée israélienne. Ehoud Barak, le ministre israélien de la défense, avertit le Hamas que « Si nous sommes forcés de retourner dans la bande de Gaza afin de rétablir la sécurité des citoyens d'Israël, nous le ferons et le prix que paiera le Hamas sera douloureux ». Le Premier ministre Benyamin Netanyahou déclare que « Le monde a besoin de comprendre qu'Israël ne peut pas rester les bras croisés face à ces attaques »,. Le 12 novembre, des responsables du Hamas annoncent être prêts à discuter d'un cessez-le-feu. Un porte-parole du Jihad islamique déclare « La balle est dans le camp d'Israël. Les factions de la résistance vont observer son comportement sur le terrain et agir en conséquence ». Un responsable du Hamas annonce que bien que l'Égypte ait essayé de négocier un cessez-le-feu, aucune trêve officielle n'est conclue.

### Politique

#### Évolution du Hamas
Sous l'impulsion notamment de Ismaël Haniyeh et de Ahmed al-Jabari, le Hamas entreprend de se normaliser, avec pour conséquence le renoncement à la lutte armée au profit de la paix pour éviter les bombardements israéliens sur Gaza mais aussi pour permettre les investissements étrangers, notamment qataris. Le Hamas peine pourtant à contenir les autres organisations islamiques de Gaza:
«Si le Premier ministre du Hamas contrôle parfaitement ses troupes, il est incapable d’avoir la main sur tous les groupuscules islamiques et en particulier ceux qui reçoivent leurs ordres d’Iran, les salafistes et les militants d’al-Qaida qui restent totalement indépendants du Hamas.»

#### Élections israéliennes
Des élections nationales sont prévues pour janvier 2013 en Israël, la campagne est déjà lancée en novembre 2012.
Initialement grand favori, Benyamin Netanyahou, alors premier ministre d’Israël voit néanmoins sa position se fragiliser par le départ de piliers du parti. Selon la presse israélienne, « de nombreux hommes politiques estiment qu'un agenda centré sur la sécurité servirait les intérêts de Netanyahou et du Likoud, et indirectement d'Ehoud Barak, alors qu'un agenda économique les desservirait, après la contestation sociale sans précédent qui s'est étendue à tout le pays durant l'été 2011 » et que « Netanyahou a par ailleurs fait l'objet d'âpres critiques ces dernières semaines, pour avoir abandonné les habitants vivant à proximité de la bande de Gaza à une pluie de tirs de roquettes palestiniens ».
Le 15 novembre, après le début de l’opération sur Gaza, la campagne électorale a été interrompue par tous les partis politiques israéliens, la majorité d'entre eux exprimant leur adhésion à cette intervention et se concentrant sur le soutien aux résidents des localités du sud d’Israël.
Selon le quotidien israélien Haaretz, la guerre a été déclenchée par le gouvernement israélien à des fins électoralistes. Un conflit armé permet d’effacer les problèmes socio-économiques du débat et de créer un phénomène d’union nationale et de soutien à l’armée et par extension au gouvernement en place engagé dans le conflit.
De même, selon Jean-Pierre Filiu, plus que pour contrer la demande palestinienne de reconnaissance comme État non membre par l’ONU, ce sont ces élections qui ont décidé le gouvernement israélien à déclencher cette guerre. Benyamin Netanyahu espérerait apparaitre auprès des électeurs de la droite nationaliste comme un dirigeant capable de frapper durement le Hamas. La guerre de 2008-2009 contre Gaza avait elle-aussi été déclenchée dans un contexte électoral en Israël.

#### Reconnaissance de la Palestine comme un État observateur non-membre de l'ONU
Le 12 novembre, le président palestinien Mahmoud Abbas fait l'annonce du projet de demande aux Nations unies d'une reconnaissance de la Palestine comme un « État non-membre » à l'intérieur des frontières d'avant la guerre de 1967. Il affirme : « Nous voulons que le monde comprenne que les territoires palestiniens sont sous occupation ». Au-delà du symbole, ce vote conférerait un statut à l'État palestinien et en validerait l'existence.
Israël s'est violemment opposé à cette demande re reconnaissance auprès de l'ONU. En représailles, le gouvernement israélien a menacé de supprimer les recettes fiscales que le pays collecte pour le compte de l'Autorité palestinienne, de déclarer les accords d'Oslo « nuls et non avenus », de renverser le président palestinien Mahmoud Abbas, d'augmenter considérablement son implantation coloniale ou même d'annexer unilatéralement des régions occupées de Cisjordanie,.
Israël a su aussi encourager l'opposition américaine et européenne à cette demande de reconnaissance d'un État palestinien. Ensemble, ils ont réussi à dépeindre la manœuvre de l'OLP comme « unilatérale » et subversive, ouvrant de fait la voie des représailles.
Le 14 novembre, quelques heures avant le déclenchement de l'opération militaire contre Gaza, Avigdor Lieberman rencontre la chef de la diplomatie de l'Union européenne, Catherine Ashton, qui s'est également entretenue avec le Premier ministre Benjamin Netanyahu et le ministre de la Défense Ehud Barak. Après la rencontre, le ministre des Affaires étrangères israélien met en garde les Palestiniens des « conséquences dures et graves » de leur demande soulignant que cela ne constituait pas une menace. Selon l'AFP, « Le ministre nationaliste a toutefois refusé de préciser la nature de ces "conséquences". Le moment n'est pas venu de donner des détails sur ce qui se passera ».
Selon Pierre Barbancey, journaliste à L’Humanité, en provoquant l'attaque contre Gaza, Israël chercherait à affaiblir Mahmoud Abbas à quelques jours de la demande palestinienne à l'ONU.

#### Élections internes du Hamas
Le Hamas organise des élections internes. Le chef de son bureau politique Khaled Mechaal, rival des dirigeants locaux de Gaza reconsidère sa décision de se retirer de ce poste. Selon Victor Kotsev, ce sont ces événements qui ont motivé le Hamas à riposter aux frappes israéliennes car les dirigeants du Hamas à Gaza veulent montrer qu'ils sont le fer de lance de la lutte contre Israël.

### Situation humanitaire à Gaza
Selon le bureau de coordination des affaires humanitaires de l'ONU, la bande de Gaza est un des territoires à la plus forte densité de la planète (plus de 4 500 habitants au km2), l'insécurité alimentaire touche 44 % de la population et près de 80 % reçoivent de l'aide. 35 % des terres agricoles et 85 % des eaux de pêche sont interdites d'accès à la population à la suite du blocus de la bande de Gaza depuis juin 2007. Les restrictions à l'importation ont empêché l'expansion et la modernisation des infrastructures de recyclage des eaux usées de Gaza (90 millions de litres d'eaux usagées sont rejetées chaque jour à la mer) tandis que 90 % de l'eau de nappes phréatiques est impropre à la consommation. Pendant cette période, 2300 Palestiniens ont été tués par l'armée israélienne et 7700 blessés. 27 % des victimes étaient des femmes et des enfants. L’Égypte a décidé d'ouvrir de façon permanente sa frontière avec Gaza à partir du 28 mai 2011 afin de réduire les effets du blocus.

## Chronologie

### 14 novembre
Le 14 novembre, Ahmed Jaabari, chef de la branche militaire du Hamas, tenu responsable par Israël de l’enlèvement du soldat franco-israélien Guilad Shalit et qui était présent lors de sa libération est tué avec son garde du corps et son fils dans sa voiture dans une rue de Gaza par un missile de l'armée de l'air israélienne. Six autres personnes, dont une petite fille, qui se trouvaient à proximité sont également tuées par le missile israélien. Ahmed Jaabari avait déjà fait l'objet d'une tentative d'assassinat en 2004 et la frappe aérienne avait tué un de ses fils et plusieurs autres membres de sa famille.
Considéré comme un modéré au sein du Hamas et partisan de la paix avec Israël, Ahmed Jaabari tentait de faire respecter aux différentes organisations armées de la bande de Gaza le cessez-le-feu avec Israël. Néanmoins, l'échec du Hamas à contrôler la frontière sud d’Israël et les autres organisations de Gaza aurait mené à l’assassinat d’Ahmed al-Jabari par Tsahal, selon le quotidien israélien Haaretz : « Le message était simple et clair: "Si tu échoues, t’es mort". Ou, comme le ministre de la Défense Ehud Barak se plaît à dire: "Au Moyen-Orient, il n’y a pas de seconde chance pour les faibles." »
Selon l'armée israélienne, des rampes de lancement souterraines de roquettes Fajr 5 d'origine iranienne d'une portée d'environ 75 km et pouvant atteindre la métropole de Tel Aviv (3,2 millions d'habitants) auraient été également ciblées par des frappes. Elle annonce avoir détruit la quasi-totalité de ces rampes,,.
L'Égypte, qui participait aux négociations de paix entre Israël et le Hamas par l'intermédiaire d'Ahmed Jaabari, rappelle immédiatement son ambassadeur en Israël et convoque l'ambassadeur israélien du Caire. Le Hamas annonce dans un communiqué de presse que ces raids ont fait 12 morts, parmi lesquels 7 civils dont deux enfants, et 90 blessés. Le soir même le Hamas réplique par des tirs de roquettes. La branche armée du Hamas a annoncé que plus de 250 roquettes de courtes et longues portées ont été tirées sur Israël, et que plus de 90 frappes aériennes ont visé diverses cibles et des militants partout dans la bande de Gaza. Le Conseil de sécurité des Nations unies a appelé à la fin des violences après une réunion d'urgence.

### 15 novembre

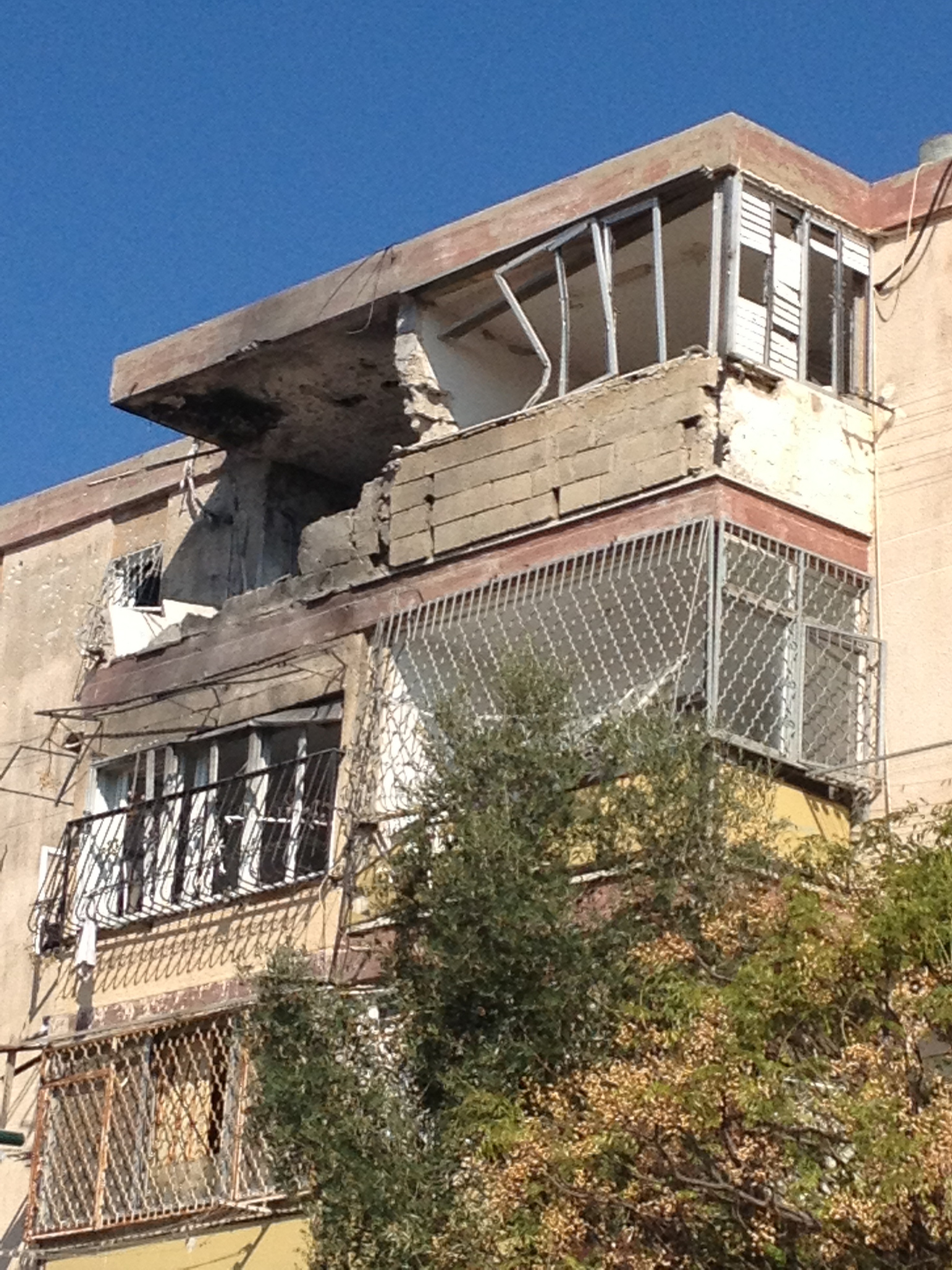
Le bâtiment touché par une roquette à Kiryat Malachi.

Le 15 novembre, une roquette tue trois civils israéliens et en blesse six autres, dont 3 enfants, dans leur appartement à Kiryat Malachi. Des centaines de roquettes s'abattent sur tout le sud d’Israël. Pour la première fois, depuis la guerre du Golfe en 1991 Tel-Aviv est ciblée par une roquette sans toutefois être atteinte, la roquette étant tombée dans la mer. En réponse Israël a intensifié ses raids aériens qui ont visé 70 sites de lancement de roquettes de moyenne et longue portée. Des avions israéliens ont répandu à divers endroits de la bande de Gaza des tracts en arabe accusant le Hamas d’être responsable des hostilités et conseillant aux civils gazaouis de rester à l'écart des installations militaires du Hamas. Un générateur électrique qui alimentait le domicile du Premier ministre du Hamas, Ismaël Haniyeh, a été détruit.
Depuis la veille les dirigeants du Hamas sont contraints de se cacher. Selon des sources médicales gazaouies, 5 civils dont 3 enfants et 4 militants ont été tués durant ces raids. Des blindés israéliens sont acheminés vers la frontière de Gaza et 30 000 réservistes mis en état d'alerte pour une possible invasion de la bande de Gaza,.

### 16 novembre

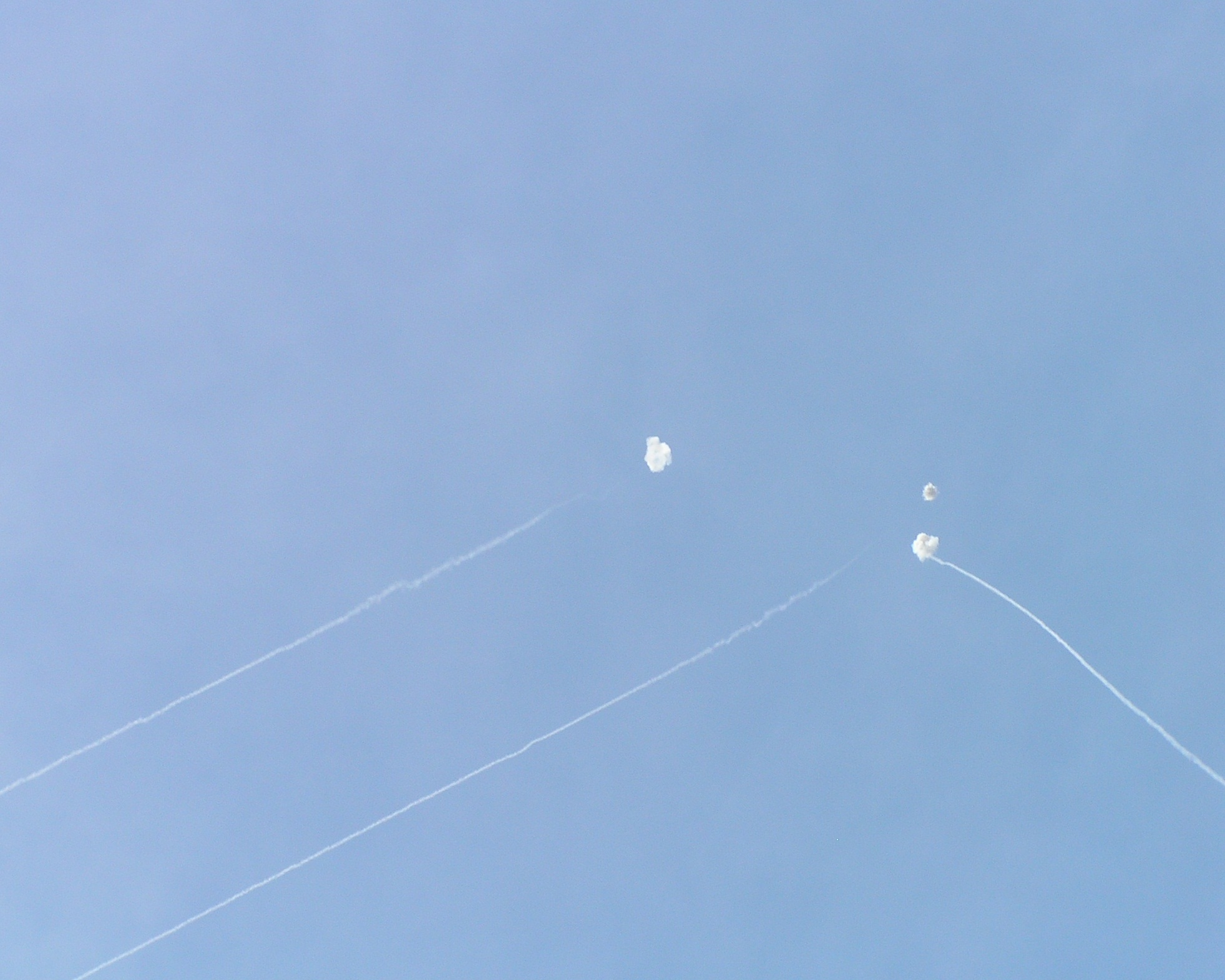
Interception de roquettes par le système Dôme de fer le 16 novembre 2012.

Le 16 novembre, les tirs de roquettes sur le sud israélien ont repris peu après l'arrivée du Premier ministre égyptien Hicham Qandil. Israël avait donné son accord aux Égyptiens pour une trêve de 3 heures à l'occasion de cette visite sous réserve que les tirs palestiniens cessent pendant la même période. En riposte l'aviation israélienne a attaqué l'une des maisons de Ismaël Haniyeh dans le sud de la bande de Gaza et repris ses frappes, tuant 2 Palestiniens. Catherine Ashton haut représentant pour les affaires étrangères et la politique de sécurité pour l'Union européenne a déclaré être préoccupée par l'escalade de la violence et a demandé « l’arrêt des attaques à la roquette de la part du Hamas et d'autres groupes depuis Gaza, qui ont provoqué la crise actuelle et qui sont totalement inacceptables et doivent cesser. Israël a le droit de protéger sa population de ce genre d'attaques ». Elle a appelé Israël « à faire en sorte que sa réponse soit proportionnée ». 16 000 réservistes israéliens sont mobilisés.
À cette date près de 500 roquettes ont été tirées depuis la bande de Gaza sur Israël. Deux roquettes de longue portée ont été tirés en direction de Jérusalem, à la suite de quoi les sirènes d'alertes ont été déclenchées dans la Ville Sainte. Le premier s'est abattu dans une zone inhabitée entre Jérusalem et Bethléem - dans les Territoires palestiniens ; le second à proximité d'un village palestinien causant de légers dégâts à des habitations,. Un autre visant Tel Aviv s'est aussi abattu dans une zone inhabitée. L’armée de l'air israélienne a quant à elle bombardé près de 120 sites de lancement de roquettes, 20 tunnels de contrebande et une installation de fabrication de drones portant le nombre total de ses cibles à 830,.

### 17 novembre
Le 17 novembre, le siège du Hamas est détruit. Huit Gazaouis, dont au moins quatre combattants du Hamas, ont trouvé la mort. Quatre soldats israéliens ont été blessés par une roquette dans la région d'Eshkol, dans le Sud d'Israël. Une batterie antimissile Dôme de fer, la cinquième à devenir opérationnelle, est positionnée dans les environs de Tel Aviv. Un peu plus tard elle intercepte et détruit 2 roquettes Fajr-5. Sur les 740 roquettes tirées de Gaza vers Israël à cette date, 245 menaçant directement des localités israéliennes ont été interceptés, les autres se dirigeant vers des zones inhabitées sont ignorées par ces batteries et 27 roquettes, soit 4 % du total, ont atteint des zones urbaines. Une roquette frappe de plein fouet un immeuble d'Ashdod endommageant un appartement faisant 4 blessés ; une autre détruit une maison, inoccupée lors de l'attaque, dans une localité du Sud d'Israël.
Selon des sources à Gaza, Khamer Hamri, commandant de l'unité de roquettes du Jihad islamique, a été tué dans un raid israélien. Plusieurs commandants du Hamas ont été tués. Ahmed Abu Jalal, commandant des forces terrestres, Sheir Khaled, commandant des forces anti-chars, Mohammed Kalav, responsable de la défense anti-aérienne et Osama Kadi, responsable des transferts d’armement dans les tunnels entre Gaza et l’Égypte. Les habitations d'Ad Idin-Khalad, commandant de la région Sud, et d'Ahmed Randor, commandant de la région Nord, servant de dépôts d'armements selon l’armée israélienne, ont été bombardées.
Le président égyptien, Mohamed Morsi, a déclaré dans la soirée qu'il y a « des indications pour un possible cessez-le-feu prochainement ». Les États-Unis, la France, la Russie et l'Italie participent aux négociations.

### 18 novembre
Le 18 novembre, l'aviation israélienne détruit deux immeubles de la télévision du Hamas, Al-Aqsa TV, un camp d'entraînement des Comités de résistance populaire et une infrastructure des brigades Izz al-Din al-Qassam à Rafah au Sud de la bande de Gaza et une autre dans la ville de Gaza. Une roquette frappe un immeuble à Ashkelon faisant deux blessés ; d'autres roquettes sont interceptées à Ashkelon ainsi qu'à Ashdod. Deux roquettes se dirigeant vers Tel-Aviv sont détruits. L'armée israélienne a confirmé avoir commencé à prendre contrôle des fréquences de la radio du Hamas afin d'envoyer des messages aux habitants de Gaza. Parmi ceux-ci, l'armée israélienne a énuméré des zones destinées à être bombardées demandant aux civils de Gaza de s'en éloigner. Une frappe israélienne sur un bâtiment appartenant à un dirigeant du Hamas a tué le chef du programme de roquettes du Hamas, Yahiya Abiya. Selon des sources palestiniennes, 24 personnes, dont 9 enfants et 5 femmes, qui se trouvaient dans ce bâtiment ont aussi été tuées. Les points de passage d'Erez et Kerem Shalom entre Israël et Gaza ont été ouverts pour permettre le passage des marchandises et de l'aide humanitaire à la bande de Gaza.
Un F16 israélien tire un missile sur un bâtiment de 4 étages appartenant à Jamal al-Dalu, tuant 12 personnes et en blessant une dizaine d'autres. 10 membres de la famille al-Dalu dont 4 femmes et 4 enfants ont été tués ainsi que deux personnes habitant des maisons voisines touchées par l'explosion. Après avoir dit que le bombardement était une erreur, l'IDF a d'abord prétendu que l'attaque visait Yehia Rabea, un dirigeant du Hamas responsable des tirs de roquettes. Les forces israéliennes ont ensuite affirmé que la cible était en fait un policier du Hamas, Mohammed Jamal al-Dalu, le père des 4 enfants tués. Le droit international considère que les policiers sont des civils.
Un immeuble regroupant les bureaux des médias du Hamas et du Jihad islamique et de plusieurs médias internationaux a été touché par une frappe israélienne. Sept journalistes palestiniens ont été blessés. Reporters sans frontières a qualifié l'attaque « d’injustifiée et de crime de guerre même si les tirs visaient les installations du Hamas ». L'armée israélienne a déclaré qu'elle visait les installations de communication du Hamas situées sur les toits de deux immeubles regroupant les médias et que les journalistes avait été prévenus de l'attaque et enjoints à quitter les lieux. Selon un journaliste en poste à Gaza, un groupe de 22 journalistes étrangers et de ressortissants turcs travaillant pour le Croissant-Rouge ont demandé aux autorités du Hamas la permission de quitter l'enclave côtière, mais cela leur a été refusé. Israël a annoncé que le passage d'Erez est ouvert pour le passage de ressortissants étrangers. Le Hamas a mis en garde les habitants de Gaza de « ne pas répandre des rumeurs qui peuvent servir la guerre psychologique menée par les Israéliens ». Le porte-parole du Ministère de l'Intérieur a déclaré que « son ministère est le seul habilité à communiquer aux médias les informations nécessaires afin de sauvegarder la vérité. ».

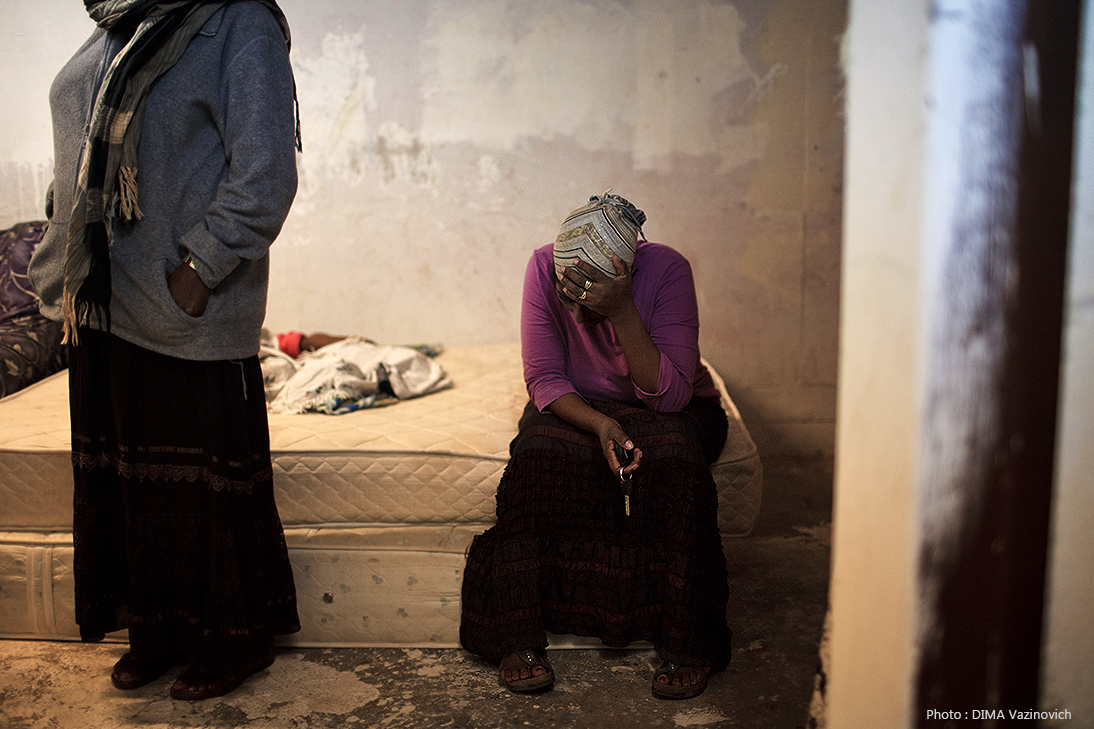
Israéliens dans un abri à Ashkelon le 18 novembre.

Plus de 70 roquettes ont été tirées sur Israël, trois ont été interceptées aux abords de Tel-Aviv. Deux ont touché un immeuble résidentiel à Ashkelon faisant deux blessés, deux autres ont été neutralisées, un secouriste a été grièvement blessé dans une agglomération du sud, trois ont frappé des habitations à Beersheva, une à Sderot, deux à Ashdod, une voiture a été atteinte à Ofakim faisant 5 blessés dont un bébé de 2 ans, trois sont tombés sur Eshkol sans faire de victimes ni de dégâts,,. Les autres sont tombés dans des zones inhabitées.

### 19 novembre
Plus de 135 roquettes ont été tirées depuis Gaza sur le sud d'Israël, la plupart a été interceptée. Sept se sont abattues sur des zones habitées à Ashkelon, Ashdod, Gan Yavné et Beer-Sheva, l'une d'elles frappant une école, l'autre un jardin d'enfant qui étaient vides, tous les établissements scolaires du sud d’Israël étant fermés depuis le début du conflit, une deuxième école a été frappée à Ashkelon détruisant son toit et endommageant des classes,. 16 civils ont été blessés portant leur nombre à 252 depuis le 14 novembre.
L’armée de l'air israélienne a attaqué 80 cibles dans la bande de Gaza faisant 28 morts dont des civils et des enfants selon les sources médicales du Hamas. Quatre chefs du Jihad islamique palestinien ont été atteints, trois sont grièvement blessés, un est tué. Parmi eux se trouvaient, Bha'a Abu Ata, membre du conseil militaire suprême du Jihad islamique et commandant de la brigade pour la ville de Gaza. Il est responsable de la fabrication et de l'importation de roquettes, y compris des roquettes Iranienne de longue portée Fajr 5.[réf. nécessaire]

### 20 novembre

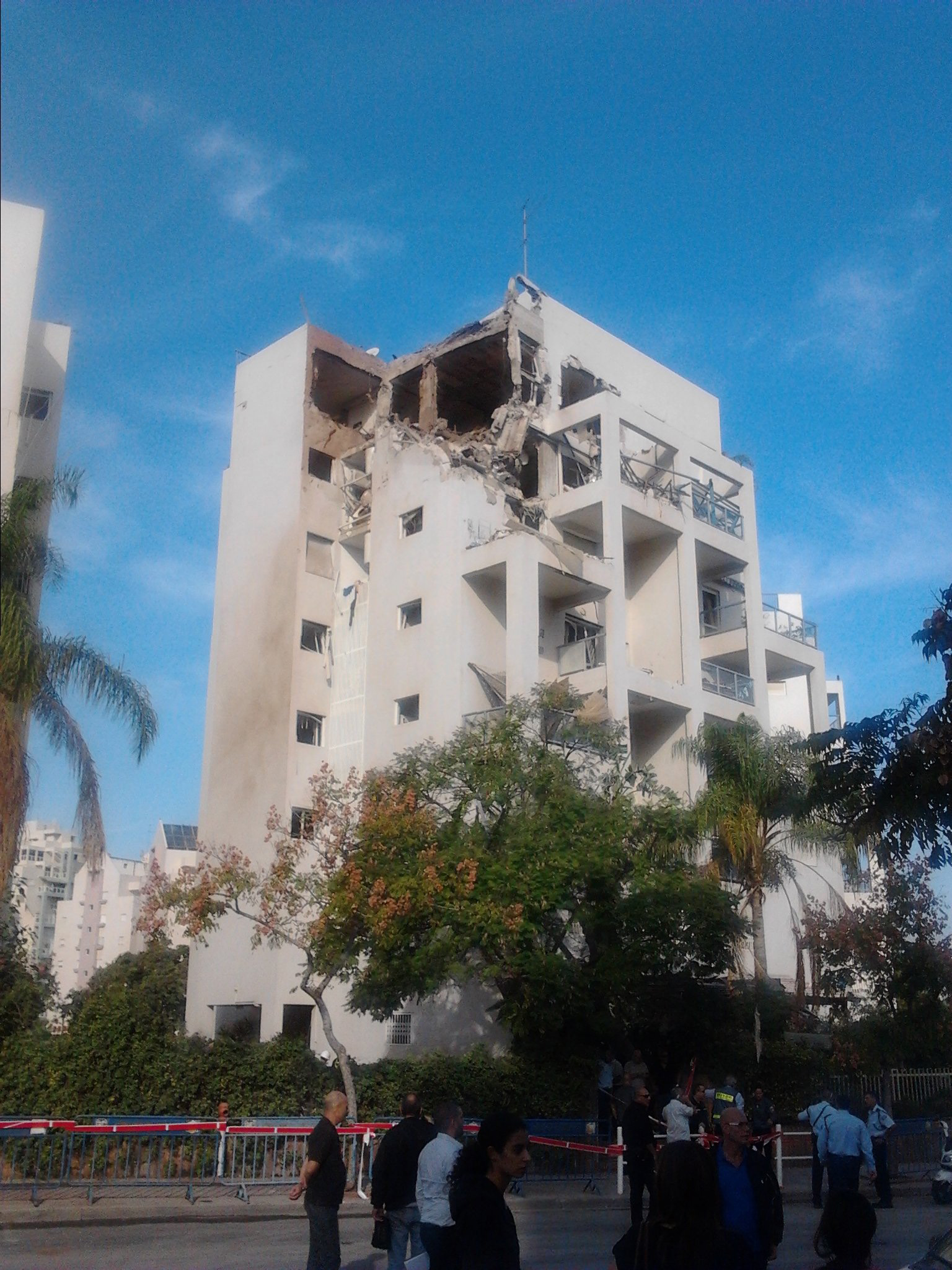
Bâtiment de Rishon LeZion endommagé le 21 novembre 2012

Deux roquettes ciblant Jérusalem ont atterri pour la seconde fois à proximité de Bethléem dans les Territoires palestiniens, quelques heures après que le gouvernement israélien a déclaré qu'il reportait de 24 heures une opération terrestre pour donner une chance à la diplomatie et quelques instants l’arrivée du Secrétaire général des Nations unies Ban Ki-moon, dans la capitale israélienne. La ville de Rishon LeZion, quatrième ville du pays, située à 12 km au sud de Tel Aviv a été touché pour la première fois. Un immeuble a été frappé de plein fouet par une roquette Fajr 5, plusieurs appartement sont détruits, l'immeuble a été évacué de ses habitants. Deux roquettes sont tombées dans le port d'Ashdod, Ashkelon, Beersheva endommageant un autobus et tuant un bedouin israélien, ces tirs ont fait 16 blessés portant leur nombre à 252. Un soldat israélien est mort lors d'une attaque à la roquette dans la région d'Eshkol proche de la bande de Gaza,.
En Cisjordanie, des Palestiniens ont protesté contre les raids israéliens à Gaza à de multiples endroits. Dans certains cas, des manifestants ont jeté des cocktails Molotov et des pierres sur les soldats de Tsahal et des policiers des frontières israéliens qui ont répondu avec des moyens non létaux de dispersion des foules. Un Palestinien a été tué par balles à Halhoul après avoir attaqué un soldat selon l'armée israélienne, et un autre Palestinien a été abattu après avoir lancé un cocktail Molotov dans une colonie israélienne à Hébron. En outre, des Palestiniens ont caillassé des véhicules civils, tenté de bloquer une route et dressé des rochers sur les routes qui ont causé des dommages à des véhicules civils israéliens.
Quatre tunnels de contrebande contenant des canalisations utilisées pour acheminer du gaz entre Gaza et l’Égypte ont été détruits par des frappes aériennes, pouvant créer une crise énergétique pour les habitants de Gaza. Des dizaines d'autres tunnels servant entre autres à l'acheminement d'armes, de munitions, de roquettes et de militants ont aussi été touchés. À ce jour, les forces aériennes d’Israël ont ciblé plus de 1 350 objectifs du Hamas et des groupes palestiniens. Parallèlement, 26 Palestiniens ont été tués dans la bande de Gaza à la suite des raids de l'aviation israélienne, portant à 135 le nombre de victimes palestiniennes.
Deux journalistes de la chaîne Al-Aqsa TV sont tués lors d'une frappe aérienne sur leur véhicule, et Muhammed Abou Eisha, un employé de la radio Al-Qods, est tué lors d'une autre frappe. L'ONU, le New York Times, Reporters sans frontières et Human Rights Watch ont condamné Israël pour cette attaque ,.
Six Gazaouis accusés d'espionnage pour Israël ont été abattus dans une rue de la ville de Gaza. Des hommes armés ont enchaînés le corps de l'un d'eux à une moto et traîné à travers les rues principales de la ville de Gaza. Des journalistes de la BBC et Sky News ont confirmé les faits.
La secrétaire d'État américaine Hillary Clinton est arrivée à Tel Aviv pour une visite surprise en Israël pour tenter de promouvoir un cessez-le-feu.
La BBC a diffusé des images d'un grand nombre de civils fuyant le nord de la bande de Gaza après qu'Israël a largué des tracts exhortant les habitants à évacuer les maisons « suscitant des craintes d'une offensive terrestre ».

### 21 novembre
Les bureaux d'Al Jazeera dans la ville de Gaza ont été endommagés après un raid aérien qui a frappé une cible dans un bâtiment voisin. Un bureau de l'Associated Press proche a également été endommagé.

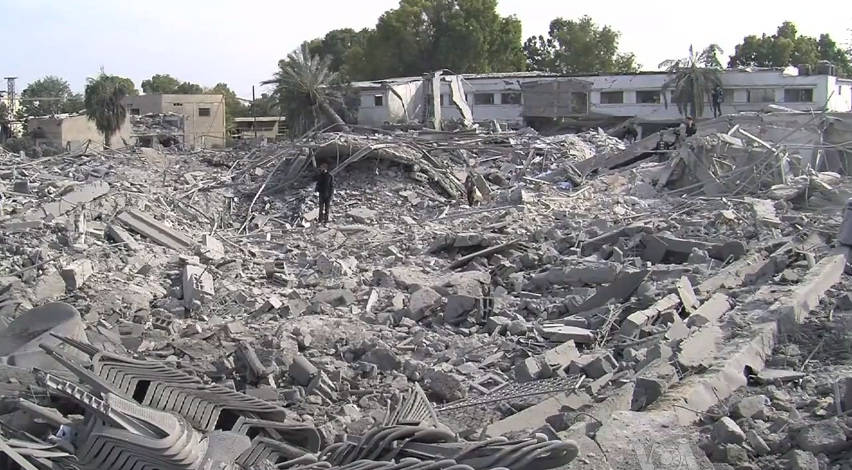
Bâtiment de Gaza en ruines, photographié le 22 novembre.

Un attentat a été perpétré contre un autobus dans le centre de Tel Aviv, blessant 24 passagers dont trois grièvement. Le 23 novembre, la police israélienne et le Shin Bet ont annoncé l'arrestation d'un Arabe israélien et de plusieurs Palestiniens de Beit Laqiya dans la région de Ramallah en Cisjordanie quelques heures après l'attentat. Les suspects, présentés comme étant en relation avec le Hamas et le Jihad islamique, auraient recrutés un résident de Taibeh, un village arabe du nord d'Israël, qui était originaire de Beit Laqiya.
62 roquettes ont été tirées sur Israël durant cette journée : 42 sont tombées dans des zones inhabitées, les autres ont été interceptées par Iron Dome.
L'accord de cessez-le-feu est intervenu après des négociations impliquant, en plus des deux partis, la secrétaire d’État américaine Hillary Clinton et le président égyptien Mohamed Morsi. Il est entré en vigueur à 21 heures, heure du Caire (19 heures UTC). Il a été annoncé au Caire au cours d'une conférence de presse commune d'Hillary Clinton et du ministre des Affaires étrangères égyptien Mohamed Kamel Amr,.
Des officiels israéliens ont déclaré que des roquettes ont été tirées (5 selon l'un d'eux, 12 selon un autre) depuis Gaza vers le sud d'Israël après 21 heures, malgré l'accord de cessez-le-feu,,,.

### 23 novembre
Un nouvel incident de frontière éclate le 23 novembre 2012, deux jours après la trêve, lors de tirs de l'armée israélienne qui font un mort et 7 blessés parmi des Palestiniens (des agriculteurs) qui se sont approchés de la frontière.

### Conditions du cessez-le-feu
Israël a posé six conditions au cessez-le-feu :
1. Cessation des violences pendant une période de plus de 15 ans.
2. Arrêt de la contrebande et du transfert d'armement via les tunnels entre l’Égypte et Gaza.
3. Fin des tirs de roquettes sur Israël et des attaques contre les soldats israéliens dans la zone frontalière entre Israël et Gaza.
4. Israël se réserve le droit d'attaquer les terroristes dans le cas d'une attaque ou d'une attaque potentielle.
5. Les points de passage entre Gaza et Israël restent fermés, ceux entre l’Égypte et Gaza peuvent rester ouverts.
6. Le gouvernement égyptien mené par le président Mohammed Morsi doit garantir les exigences ci-dessus.

Les conditions du Hamas sont :
1. la levée du blocus naval de Gaza.
2. Garantie internationale de la fin des assassinats ciblés.
3. Garantie internationale de l’arrêt des raids transfrontaliers de Tsahal et l'arrêt des attaques contre les pêcheurs de la côte[105].

## Bilan et pertes humaines
Du 14 au 21 novembre, les morts et blessés palestiniens sont dus aux raids aériens israéliens sur Gaza, tandis que les morts et blessés israéliens sont dus aux roquettes et obus de mortiers tirés par les diverses organisations militantes palestiniennes depuis Gaza.
| Date             | Nombre de morts palestiniens | Nombre de morts israéliens |
| ---------------- | ---------------------------- | -------------------------- |
| 14 novembre 2012 | 8                            | 0                          |
| 15 novembre 2012 | 8                            | 3                          |
| 16 novembre 2012 | 13                           | 0                          |
| 17 novembre 2012 | 17                           | 0                          |
| 18 novembre 2012 | 31                           | 0                          |
| 19 novembre 2012 | 32                           | 0                          |
| 20 novembre 2012 | 26                           | 2                          |
| 21 novembre 2012 | 11                           | 0                          |
| 22 novembre 2012 | 0                            | 1                          |
| 23 novembre 2012 | 1                            | 0                          |
| TOTAL            | 161 à 163                    | 6                          |

### Pertes palestiniennes
Au 20 novembre, les autorités de santé de Gaza déclarent que 113 Palestiniens ont été tués depuis le début de l'opération, dont 53 civils, 49 militants et un policier,. De son côté, le Centre palestinien pour les droits de l'homme (PCHR) annonce 105 tués palestiniens, dont 70 civils, ainsi que 805 blessés.
Le 19 novembre, selon Amnesty International, 66 civils palestiniens ont été tués depuis le début de l'opération.
Le PCHR a déclaré que la mort d'un enfant de quatre ans et d'un adulte au nord de la bande de Gaza a été causée par une roquette palestinienne. Selon le New York Times, plusieurs Palestiniens seraient morts à cause de roquettes palestiniennes qui ont atterri à l'intérieur même de la bande de Gaza.
Le Hamas a procédé à l'exécution de sept Palestiniens présentés comme des « collaborateurs d'Israël ». Leurs corps sont attachés à l'arrière de motocyclettes et sont traînés à travers la ville de Gaza. Selon la loi palestinienne, toute personne reconnue coupable de « collaboration » avec l'occupant est passible de la peine capitale.

### Bilan de l’opération selon Israël
Selon la porte-parole de l’Armée de défense d'Israël, le bilan du conflit en date du 21 novembre 2012 est le suivant:
- 1 506 roquettes ont été tirées sur Israël.
- 1 500 frappes aériennes dans la bande de Gaza.

Tirs de roquettes
- 875 roquettes, soit 58 %, ont atterri dans des zones inhabitées.
- 58, soit 3,8 %, ont explosé dans les zones urbaines.
- 152 n'ont pas atteint le territoire israélien.
- Le système de défense antimissile Dôme de fer a réalisé 421 interceptions, avec un taux de réussite global de 84 %.

Pertes humaines israéliennes
- Cinq Israéliens ont été tués dont un soldat.
- 240 civils ont été blessés.

Pertes humaines palestiniennes
- 177 Palestiniens ont été tués, 120 d'entre eux étaient « engagés dans des activités terroristes ».
- 900 Palestiniens, militants et civils, ont été blessés.

Cibles des frappes aériennes
- 19 centres de commandement du Hamas.
- 980 installations souterraines de tir de roquettes.
- 140 tunnels de contrebande.
- 66 tunnels de combat.
- 42 bases militaires.
- 26 installations de fabrication d'armes et de stockage.

## Allégement du blocus maritime de la bande de Gaza par Israël

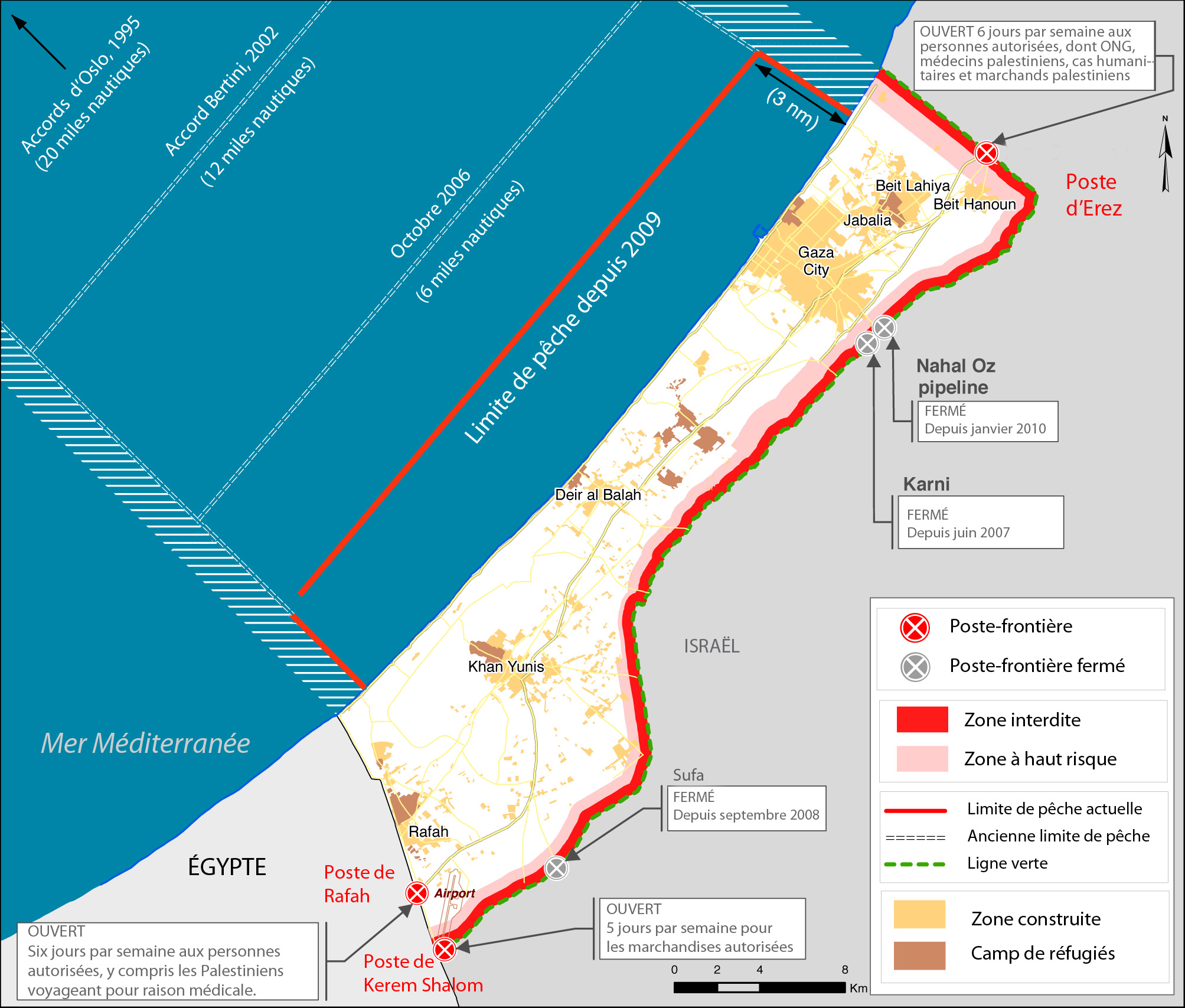
Blocus maritime de la bande de Gaza.

Les restrictions imposées par le blocus naval israélien aux pêcheurs de Gaza ont été allégées le 24 novembre. Un communiqué émanant du bureau du Premier ministre du Hamas, Ismaël Haniyeh, a fait part que l'Égypte les avait notifiés qu'Israël leur permettait de pêcher dans les eaux de Gaza jusqu’à six miles (9,6 km) du littoral au lieu de trois miles (4,8 km) préalablement.

## Soutien de l'Iran à la bande Gaza
La chaine de télévision câblée américaine CNN a annoncé, citant Matthew Levitt, expert américain du terrorisme islamiste à l’Institut de Washington, que l'Iran approvisionne les groupes armés palestiniens de Gaza en roquettes Fajr 5 en les faisant transiter par le Soudan et l’Égypte. Des Bédouins du Sinaï pratiquant la contrebande d’armes les acheminent vers la bande de Gaza, le gouvernement égyptien étant dans l’incapacité de les en empêcher. Le 21 novembre 2012, lors d'une conférence de presse au Caire à l'occasion de l'annonce du cessez-le-feu entre le Hamas, les groupes palestiniens de Gaza et Israël, Khaled Mechaal, chef du bureau politique du Hamas, a « loué l'Iran pour son soutien financier et en armement aux Gazaouis ». Le chef du Hezbollah, Hassan Nasrallah, a quant à lui crédité l'Iran et la Syrie pour « les capacités militaires du Hamas ». Il a ajouté que « le Hamas doit être aidé afin de continuer à combattre Israël et lancer des roquettes sur Tel-Aviv et Jérusalem et détruire de nombreux véhicules militaires israéliens ».

## Accusations de crimes de guerre
« Les groupes armés palestiniens ont tiré des roquettes qui ne peuvent pas être dirigées vers des cibles militaires. Leur utilisation met en danger les civils et viole le droit international humanitaire » a déclaré Ann Harrison, directrice adjointe pour le Moyen-Orient et l'Afrique du Nord d'Amnesty International.

## Médiatisation
En Israël, Keshev, un groupe israélien de surveillance des médias, a critiqué l'unanimisme des médias israéliens dans le soutien à la guerre et estimé que l’offensive Pilier de défense a « plus que jamais rendu flou la différence entre les porte-parole officiels de l’armée et les médias israéliens ».

## Réactions internationales
| Nations unies      | Le Secrétaire général de l'ONU, Ban Ki-moon, « réitère son appel à la cessation immédiate de tirs indiscriminés de roquettes contre Israël par des militants palestiniens. Il condamne fermement ces actes », indique la déclaration communiquée par son porte-parole, dans laquelle il appelle aussi les Israéliens « à faire preuve d'un maximum de retenue ». « Les deux parties doivent faire tout leur possible pour éviter une nouvelle escalade et respecter leurs obligations, en vertu du droit international humanitaire, de protéger les civils en toutes circonstances », précise la déclaration. |
| Union européenne   | La responsable de la politique étrangère européenne, Catherine Ashton, a déclaré : « Ce sont les tirs de roquettes par le Hamas et d'autres factions dans la bande de Gaza qui ont provoqué la crise actuelle et ils sont totalement inacceptables pour tout gouvernement et doivent cesser, Israël a le droit de protéger sa population contre ce genre d'attaques. » Plus tard, elle appelle les deux parties à éviter d'exacerber la situation. Elle déclare : « Je soutiens les efforts de médiation de l'Égypte et réitère qu'il n'y a pas de place pour la violence au Moyen-Orient. C'est seulement au travers de négociations que les aspirations légitimes des Palestiniens et des Israéliens seront satisfaites par l'intermédiaire d'une solution à deux états. » |
| OTAN               | Le secrétaire général de l'OTAN Anders Fogh Rasmussen a déclaré : « Israël a évidemment le droit de légitime défense, les attaques contre Israël doivent prendre fin. » |
| Palestine          | Des responsables palestiniens ont demandé au Conseil de sécurité d'agir pour mettre fin à l'opération militaire israélienne à Gaza. |
| Israël             | Le premier ministre israélien Benyamin Netanyahou déclare à l'issue de la première journée de l'opération « Aujourd'hui, nous avons envoyé un message clair au Hamas et aux autres organisations terroristes, et si cela devient nécessaire, nous sommes prêts à étendre l'opération ». Selon le journal Haaretz, le président Shimon Peres a dit au téléphone au président américain Barack Obama qu'« Israël ne veut pas d'une escalade, mais pour les cinq derniers jours, [nous étions bombardé sans interruption], les femmes et les enfants ne peuvent pas dormir en paix la nuit. Il y a une limite à ce que peut supporter Israël. Ahmed Jabari était derrière beaucoup d'activités terroristes. » Le vice-Premier ministre israélien rappelle la position israélienne sur son compte Twitter le 18 novembre 2012 : « Si le calme prévaut dans le Sud, si le peuple israélien n'est la cible d'aucun tir de roquette, ni d'attentat terroriste préparé dans la bande de Gaza, nous n'attaquerons pas ». Selon le journal, Haaretz le ministre de l'intérieur israélien a déclaré à propos de Gaza : « The goal of the operation is to send Gaza back to the Middle Ages. Only then will Israel be calm for forty years. » (« Le but de cette opération est de renvoyer Gaza au Moyen Âge. Alors seulement, nous serons tranquilles pour quarante ans. ») |
| Hamas              | Une déclaration des brigades Izz al-Din al-Qassam, branche armée du Hamas, affirme qu'« Israël a ouvert les portes de l'enfer » et a juré que ses membres « continueraient sur la voie de la résistance. » |
| Égypte             | Le ministre égyptien des affaires étrangères réprimande Israël et appelle l'État hébreu à cesser ses attaques. L'ambassadeur égyptien en Israël a été rapatrié en réponse aux raids menés par Tsahal. |
| Iran               | Le porte-parole du ministère des Affaires étrangères iranien condamne les frappes israéliennes et déclare qu'elles sont le « signe de la brutalité du régime israélien. » |
| Norvège            | Le ministre des Affaires étrangères s'est dit « préoccupé par l'escalade de violence entre les Israéliens et les Palestiniens dans laquelle le chef du Hamas Ahmed Jaabari a été tué ». Il ajoute que « les attaques contre Israël sont inacceptables et qu'Israël a le droit de se défendre, mais que les réactions doivent être proportionnées et doivent distinguer les combattants des civils. » |
| République tchèque | Le ministre des Affaires étrangères tchèque a publié une déclaration disant : « La République tchèque regrette profondément la perte de vies civiles en Israël et à Gaza, ainsi que l'escalade actuelle bien que dans la situation la République tchèque reconnaisse pleinement le droit d'Israël à l'autodéfense contre les tirs de roquettes effectués par les organisations militantes dans la bande de Gaza. » |
| Lettonie           | Le ministre des Affaires étrangères letton Edgars Rinkēvičs « condamne fermement les tirs de roquettes contre le territoire israélien par le Hamas et d'autres groupes terroristes » et « reconnait le droit à Israël de protéger la sécurité de sa population. » |
| Belgique           | Le ministre des Affaires étrangères belge, Didier Reynders, a souligné « le droit légitime d'Israël à défendre sa population contre ces attaques ». |
| Tunisie            | Une équipe ministérielle de 12 ministres du gouvernement tunisien, dont le ministre des Affaires étrangères Rafik Abdessalem a visité Gaza lors de l'opération, en solidarité avec la Palestine et son peuple, alors que la Tunisie « dénonce fortement les crimes sionistes dans la bande de Gaza » dans un communiqué de la part du président de la république Moncef Marzouki et du président du gouvernement Hamadi Jebali. |
| Italie             | Le ministre italien des Affaires étrangères, Giulio Terzi, a déclaré que les attaques des roquettes du Hamas ont provoqué des « risques graves pour la population civile » et que cela justifie la réplique d’Israël. |
| Bulgarie           | Le ministre bulgare des Affaires étrangères Nikolay Mladenov a défendu « le droit des citoyens israéliens de vivre en paix » et a condamné les tirs de roquettes par « Le Hamas et d'autres groupes militants ». |
| Australie          | Le premier ministre de l'Australie, Julia Gillard, a déclaré que « Le gouvernement condamne les tirs de roquettes répétés et les attaques au mortier sur Israël depuis la bande de Gaza et demande au Hamas de cesser immédiatement. L'Australie soutient le droit d'Israël à se défendre contre ces attaques aveugles. De telles attaques sur la population civile d'Israël sont tout à fait inacceptables. » |
| France             | Le ministre des Affaires étrangères Laurent Fabius a déclaré que « la France est extrêmement préoccupée par la détérioration de la situation dans la bande de Gaza et le Sud d'Israël. Il appelle les différentes parties à s'abstenir de toute nouvelle escalade de violence du fait que ce sont les populations civiles palestinienne et israélienne qui en paieraient le prix inévitablement. » L'ambassadeur en Israël Christophe Bigot a par ailleurs visité Kiryat Malachi où trois civils israéliens ont été tués et a exprimé sa solidarité envers les victimes israéliennes des attaques de roquettes. |
| Pays-Bas           | Frans Timmermans, le ministre néerlandais des Affaires étrangères, a déclaré que le Hamas est responsable de l'escalade : « Le Hamas a attaqué Israël en lançant des roquettes maintes et maintes fois. Faire cela rend le Hamas coupable de la réaction israélienne. » |
| Allemagne          | Le ministre des Affaires étrangères Guido Westerwelle a déclaré qu'« il est évident qu'Israël a le droit légitime de se défendre et de protéger ses propres citoyens contre les tirs de roquettes depuis la bande de Gaza… Maintenant, il est nécessaire que tout le monde contribue à la désescalade de la situation. Tout le monde doit comprendre que nous devons empêcher les pires choses de se produire. Nous appelons toutes les parties à agir avec sagesse et d'une manière tempérée. » La chancelière Angela Merkel ajoute que « le Hamas est responsable de la flambée de violence. Il n'existe aucune justification pour tirer des roquettes sur Israël, ce qui a conduit à la souffrance de la population civile. » Dans le même temps, elle appelle le gouvernement égyptien à user de son influence sur le Hamas afin de limiter la violence et d'y mettre fin. |
| Qatar              | Après une réunion dans la capitale saoudienne entre les ministres du Conseil de coopération du Golfe et leur homologue russe Sergueï Lavrov pour discuter de la guerre civile syrienne, le Cheikh Hamad ben Jassim Al Thani a déclaré aux journalistes : « Je condamne au nom du Qatar… Ce crime immonde ne doit pas rester impuni. Le Conseil de sécurité des Nations unies doit assumer ses responsabilités dans la préservation de la paix et de la sécurité dans le monde. » |
| Russie             | Le ministre des Affaires étrangères Sergueï Lavrov a appelé à la fin des violences et à une réunion des ministres des Affaires étrangères du Conseil de coopération du Golfe à Riyad. Elle juge disproportionnée la réaction d'Israël aux attaques, mais également inacceptables celles du Hamas. |
| Chine              | La Chine exhorte les différentes parties et en particulier Israël à exercer la plus grande retenue. |
| Royaume-Uni        | Le ministre des Affaires étrangères William Hague a déclaré : « le Hamas porte la responsabilité de la crise actuelle. Je condamne les tirs de roquettes en provenance de Gaza sur le Sud d'Israël par le Hamas et d'autres groupes armés. » Il a également appelé « tous les acteurs à éviter des actions qui pourraient causer des victimes civiles ou intensifier la crise. ». Le 15 novembre, le Premier Ministre David Cameron déclare lui aussi à Benyamin Netanyahou que le Hamas porte la « principale responsabilité de la violence ». |
| États-Unis         | Le département d'État des États-Unis a émis un communiqué de presse : « Nous condamnons fermement le barrage de tirs de roquettes depuis Gaza sur le Sud d'Israël, et nous regrettons la mort et les blessures de civils innocents israéliens et palestiniens causées par la violence qui en a découlé. » Il apporte également son soutien quant au droit d'autodéfense d'Israël mais exhorte l'État hébreu à éviter les victimes civiles dans ses opérations militaires. Le porte-parole américain a expliqué que « le Hamas prétend que les intérêts des Palestiniens sont chers à son cœur, mais [qu']il continue à avoir recours à des violences qui sont contre-productives pour la cause palestinienne ». |
| Canada             | Le ministre des Affaires étrangères John Baird a publié une déclaration affirmant : « Nous croyons fondamentalement qu'Israël a le droit de se défendre lui et ses citoyens contre les menaces terroristes. […] Le week-end dernier, plus de 100 roquettes ont plu sur les civils dans le Sud d'Israël depuis la bande de Gaza. » Il condamne le Hamas et a offert son soutien à Israël dans sa lutte contre le terrorisme ainsi que ses efforts pour restaurer la paix et la sécurité dans la région. |
| Turquie            | Le ministre des Affaires étrangères a condamné les frappes israéliennes dans un communiqué : « Nous condamnons fermement cette attaque israélienne et demandons qu'il y soit mis fin immédiatement », ajoutant qu'« aucun pays n'est au-dessus du droit international, Israël y compris. » |
| Japon              | Dans un communiqué, le ministère des Affaires étrangères japonais s'est montré « concerné par la situation récente dans et autour de la bande de Gaza, où la tension augmente et des populations civiles sont en danger ». Le ministère encourage un apaisement des tensions des deux côtés et soutient un processus de paix par la diplomatie plutôt que la violence. |

#### Armée israélienne
- (en) IDF begins Operation Pillar of Defense
- (fr) L’Opération Pilier de Défense en temps réel : plus de 600 sites terroristes ciblés